# Muhammad ibn Sa'ud
Muḥammad ibn Saʿūd (in arabo محمد بن سعود ‎?) noto anche come ibn Saʿūd, (Dirʿiyya, 1687 – Dirʿiyya, 1765) è stato un emiro saudita, considerato il fondatore del primo Stato Saudita (l'Emirato di Dirʿiyya) e della Dinastia Saudita (Āl Saʿūd), che prese il nome da suo padre – Saʿūd b. Muḥammad b. Muqrin.
La famiglia Āl Saʿūd (allora nota come Āl Muqrin) discendeva dalla tribù degli 'Anaza, ma, nonostante idee popolari errate, Muḥammad ibn Saʿūd non era né un nomade beduino né un leader tribale. Piuttosto, era il capo (emiro) di un insediamento agricolo vicino all'attuale Riad, chiamato al-Dirʿiyya. Inoltre fu un competente ed ambizioso guerriero del deserto.

## Alleanza con Muḥammad b. ʿAbd al-Wahhāb
Il nucleo prese forma dalla città di al-Dirʿiyya, dove incontrò Muḥammad b. ʿAbd al-Wahhāb, venuto a chiedere protezione. Muḥammad ibn Saʿūd promise di accontentarlo ed i due decisero di impegnarsi assieme per diffondere gli ideali di purificazione dell'Islam teorizzati da Ibn ʿAbd al-Wahhāb. Queste si riferivano ad un ritorno alla religione iniziale purificandola dalle eresie che la costellavano in quel tempo. Essi costituirono un'alleanza nel 1744, formalizzata dal matrimonio fra la figlia di Muḥammad b. ʿAbd al-Wahhāb e ʿAbd al-ʿAzīz, figlio e successore di Ibn Saʿūd. In seguito, i discendenti di Muḥammad b. Saʿūd e di Ibn ʿAbd al-Wahhāb, i cosiddetti Āl al-Shaykh - che costituirono costantemente la classe dei "dotti" (ʿulamāʾ) dell'Arabia Saudita - rimasero strettamente collegati.
Utilizzando l'ideologia di Ibn al-Wahhāb, Ibn Saʿūd contribuì a creare la Dinastia Saudita tra varie forze della Penisola arabica. L'uso della religione come base per la legittimità differenziò i Saʿūd dai clan vicini.

## Emirato di Dirʿiyya

Bandiera dell'Emirato di Dirʿiyya (primo Stato Saudita).

Così, Ibn Saʿūd è considerato il fondatore dell'Emirato di Dirʿiyya, che in seguito divenne noto come il Primo Stato Saudita. Il modo in cui fondò il suo governo servì poi da modello per i governanti della dinastia degli Āl Saʿūd fino ai giorni nostri. Il governo era basato sui principi islamici e faceva uso della shura. Egli governò fino alla sua morte nel 1765.

## Eredità
Gli è stata intitolata l'Università Islamica Imam Muhammad bin Sa'ud.